# Dobrivoje Trivić
Dobrivoje Trivić est un footballeur yougoslave et serbe né le 26 octobre 1943 à Ševarice (Mačvanska Mitrovica, Serbie, et mort le 26 février 2013 à Novi Sad, Serbie). 
Il était milieu de terrain au FK Vojvodina Novi Sad et a été vice-champion d'Europe en 1968 avec l'équipe de Yougoslavie. Il a prolongé sa carrière en France, à l'Olympique lyonnais et l'US Toulouse.
Trivić n'a marqué aucun but lors de ses treize sélections avec l'équipe de Yougoslavie entre 1966 et 1969.

## Carrière
- 1965-1971 : FK Vojvodina Novi Sad  Yougoslavie
- 1971-1973 : Olympique lyonnais  France
- 1973-1974 : US Toulouse  France
- 1974-1975 : FK Vojvodina Novi Sad  Yougoslavie[1]

## Palmarès

### En équipe nationale
- 13 sélections et 0 but avec l'équipe de Yougoslavie entre 1966 et 1969.
- Vice-champion d'Europe en 1968 avec l'équipe de Yougoslavie.

### Avec Vojvodina Novi Sad
- Vainqueur du Championnat de Yougoslavie en 1966.

### Avec l'Olympique lyonnais
- Vainqueur de la Coupe de France en 1973.
- Vainqueur du Challenge des Champions en 1973.